# Gordon Onslow Ford
Gordon Onslow Ford (Wendover, Inglaterra, 26 de diciembre de 1912 – Inverness, California, 9 de noviembre de 2003) fue el último superviviente del grupo surrealista francés de los años treinta que se creó en París en torno a André Breton. 

## Biografía
Nació en Wendover, Inglaterra, el 26 de diciembre de 1912. Sirvió en la British Navy hasta 1937 año en el que se centró en su carrera artística.
En 1938 se hizo miembro oficial del grupo surrealista en París. Al estallar la Segunda Guerra Mundial, regresó a Gran Bretaña. En 1941 le pidieron que diera una serie de conferencias en Nueva York.
Estando allí, conoció a la escritora Jacqueline Johnson, con la que se casó. Vivieron en Erongaricuaro, un pequeño pueblo en el centro de México, durante seis años, antes de trasladarse a San Francisco en 1947. Junto con su amigo Wolfgang Paalen a quien conocía de París y México, expuso en el Museo de Arte de San Francisco en la exposición colectiva Dynaton, que fue también el nombre del pequeño grupo de artistas que Paalen había fundado en 1949. Durante los años cincuenta, Ford y el artista Jean Varda fueron copropietarios del SS Vallejo que les sirvió de estudio, y estaba amarrado en los muelles de Sausalito. 
En 1958, Ford dio su mitad del Vallejo a Alan Watts, y Ford y Johnson se trasladaron a Inverness, California, donde habían adquirido previamente trescientos acres de bosque.
Su esposa murió en 1978.